# كورا (فلم)
كورا هو فيلم أبيض وأسود درامي أمريكي صامت إنتاج عام 1915 أخرجه إدوين كاروي وبطولة إميلي ستيفنز وإدوين كاروي وإيثيل ستيوارت.

## فريق التمثيل
- إميلي ستيفنز بدور كورا
- إدوين كاريوي دور جورج غارنييه - فنان
- إثيل ستيوارت
- فرانك إليوت

## روابط خارجية
- كورا  في قاعدة بيانات الأفلام على الإنترنت (بالإنجليزية)